# Bismarckturm (Burg (Spreewald))

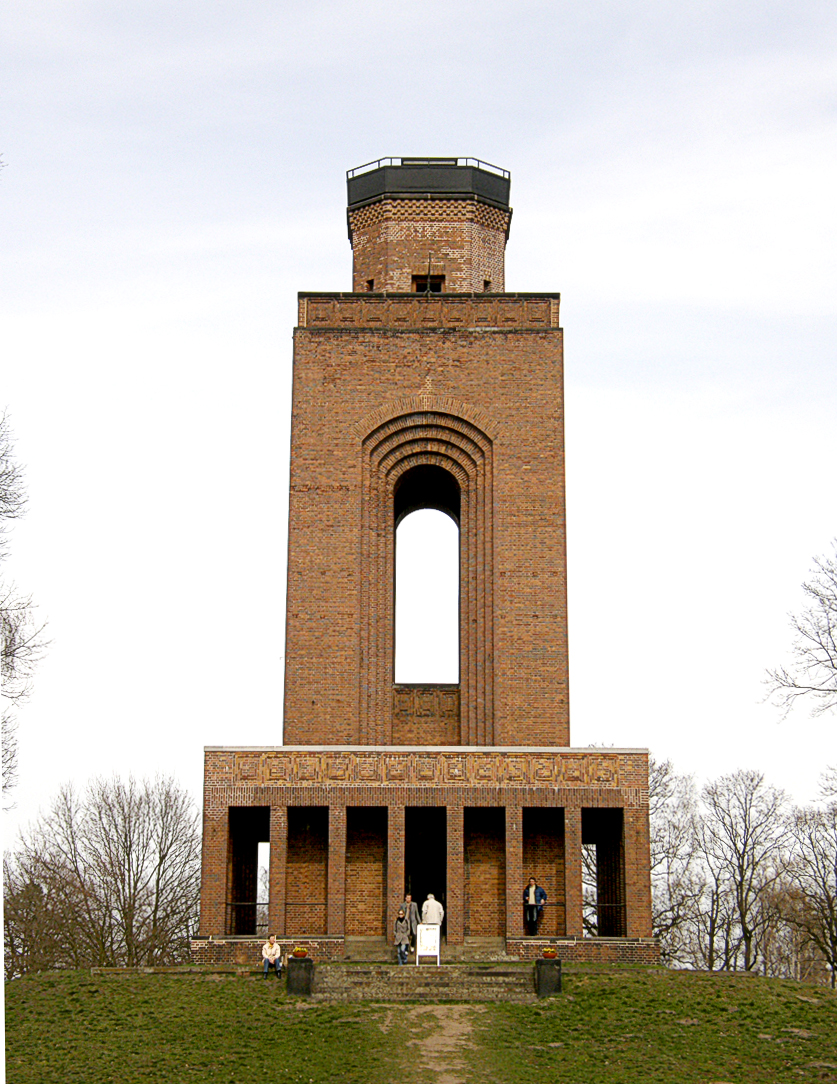
Bismarckturm bei Burg

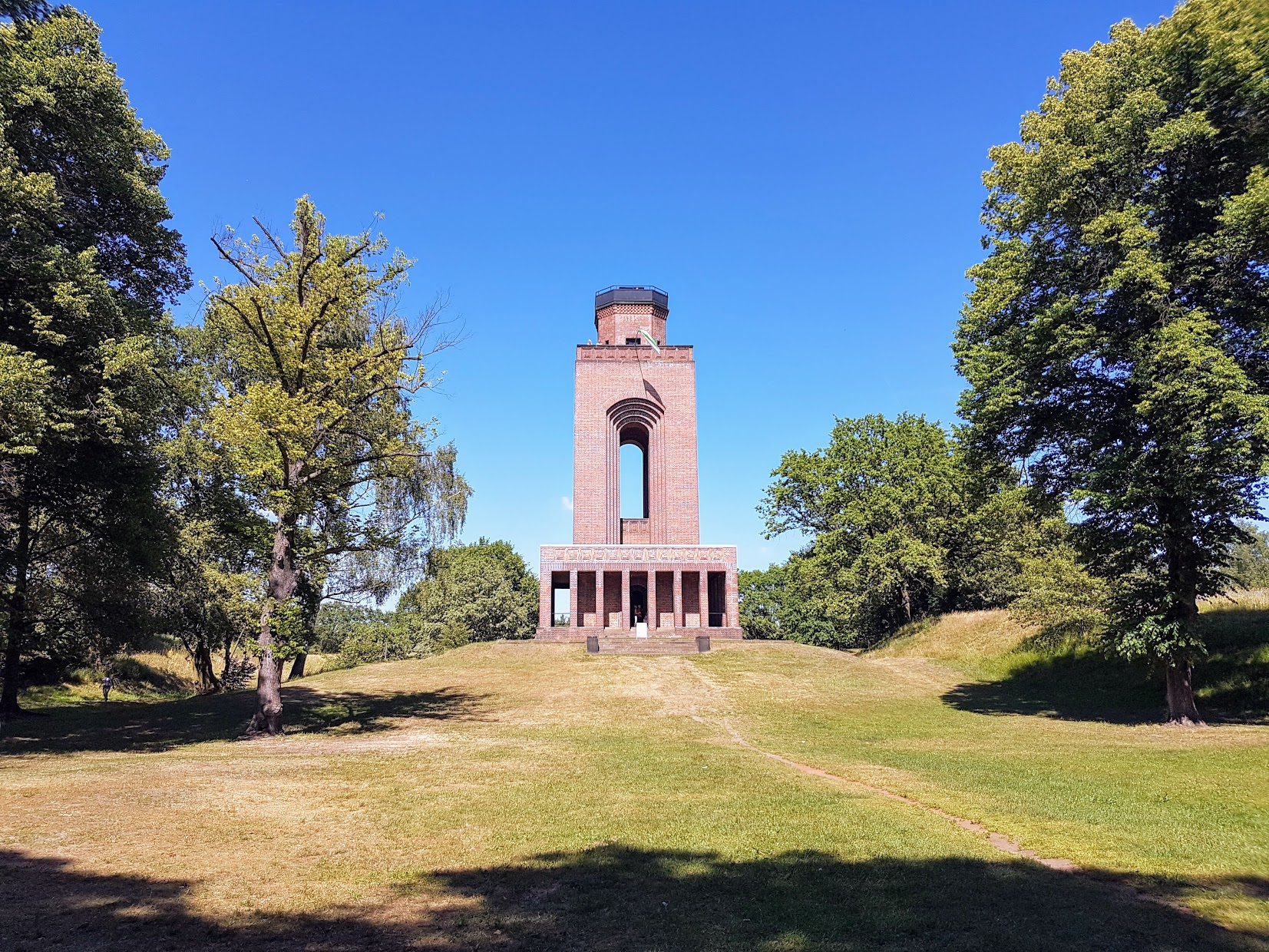
Bismarckturm in Burg (2017)

Der Bismarckturm ist ein Bismarck-Denkmal auf dem Schlossberg nördlich der im brandenburgischen Landkreis Spree-Neiße gelegenen Gemeinde Burg (Spreewald). Das heute 28 m hohe Bauwerk entstand in den Jahren 1915 bis 1917.

## Architektur und Gestaltung
Der Turm besteht aus 1,5 Millionen roten Klinkersteinen aus der Calauer Ottilienhütte und hatte bei seiner Fertigstellung eine Höhe von 27 Metern.
Der quadratische Sockel des Turms ist einen Meter hoch und hat eine Kantenlänge von 13,77 Meter. Zwei vorgelagerte Freitreppen mit sieben und sechs Stufen führen zum Rundbogenportal auf der Südwestseite des Turms.
Das erste Geschoss ist ebenfalls quadratisch mit einer Kantenlänge von 9,35 Meter. Darin befindet sich eine von 28 Pfeilern umgebene Gedenkhalle, über deren Mittelraum sich eine achteckige Kuppel erhebt. Die Halle ist mit grünen Majolikaplatten von Ernst Teichert aus Meißen verkleidet.
Über der Halle befindet sich in 5 und 21 Metern Höhe jeweils eine Aussichtsplattform. Für den Auf- und Abstieg stehen zwei steinerne Wendeltreppen zur Verfügung. Über 26 Stufen gelangt man zur ersten Plattform. Von hier führen 15 Stufen zu einer zwischen den vier Pfeilern des Turms gelegenen kleineren Plattform und weitere 70 Stufen zur zweiten Aussichtsebene. Von dort gelangt man wiederum über eine Wendeltreppe aus Metall mit 26 Stufen und eine letzte Steinstufe zum achteckigen Turmkopf, der früher eine Feuerschale trug und heute aus rund 26 Meter Höhe eine gute Aussicht bietet. Für den Aufstieg sind insgesamt 138 Stufen zu bewältigen.
1999 wurde auf dem Turm ein Glas-Stahl-Austritt installiert, wodurch seine Gesamthöhe auf 28 Meter stieg.

## Geschichte
Erste Pläne zur Errichtung eines Aussichtsturmes bei Burg gab es bereits um 1900 unter der Leitung von Sanitätsrat Robert Behla. Als Standort wählte man bereits den Schlossberg.
Im Jahr 1910 regte der Spreewaldverein den Bau eines Bismarckturms an dieser Stelle an und wandte sich am 10. Mai mit einem Spendenaufruf an die Bevölkerung. Spenden gingen vor allem aus der Bevölkerung von Cottbus und Burg ein. Zu den Spendern gehörten vor allem auch Gutsbesitzer der näheren Umgebung. Auf Anregung des Landrats Oskar von Wackerbarth erwarb der Landkreis nach und nach das etwa 5 Hektar große Areal.
Der Architekt Professor Bruno Möhring aus Berlin erhielt den Auftrag zur Erstellung eines Entwurfs. Mit der Ausführung dieses Entwurfs wurde der Cottbuser Architekt des Büros Dümpert & Hauke, Hermann Hauke, beauftragt.
Durch den Beginn des Ersten Weltkriegs verzögerten sich die Bauarbeiten, die schließlich im Frühjahr 1915 beginnen konnten und sich über zwei Jahre hinzogen. Der Turm wurde nun zugleich als Gedenkstätte für die im Krieg gefallenen Soldaten hergerichtet.

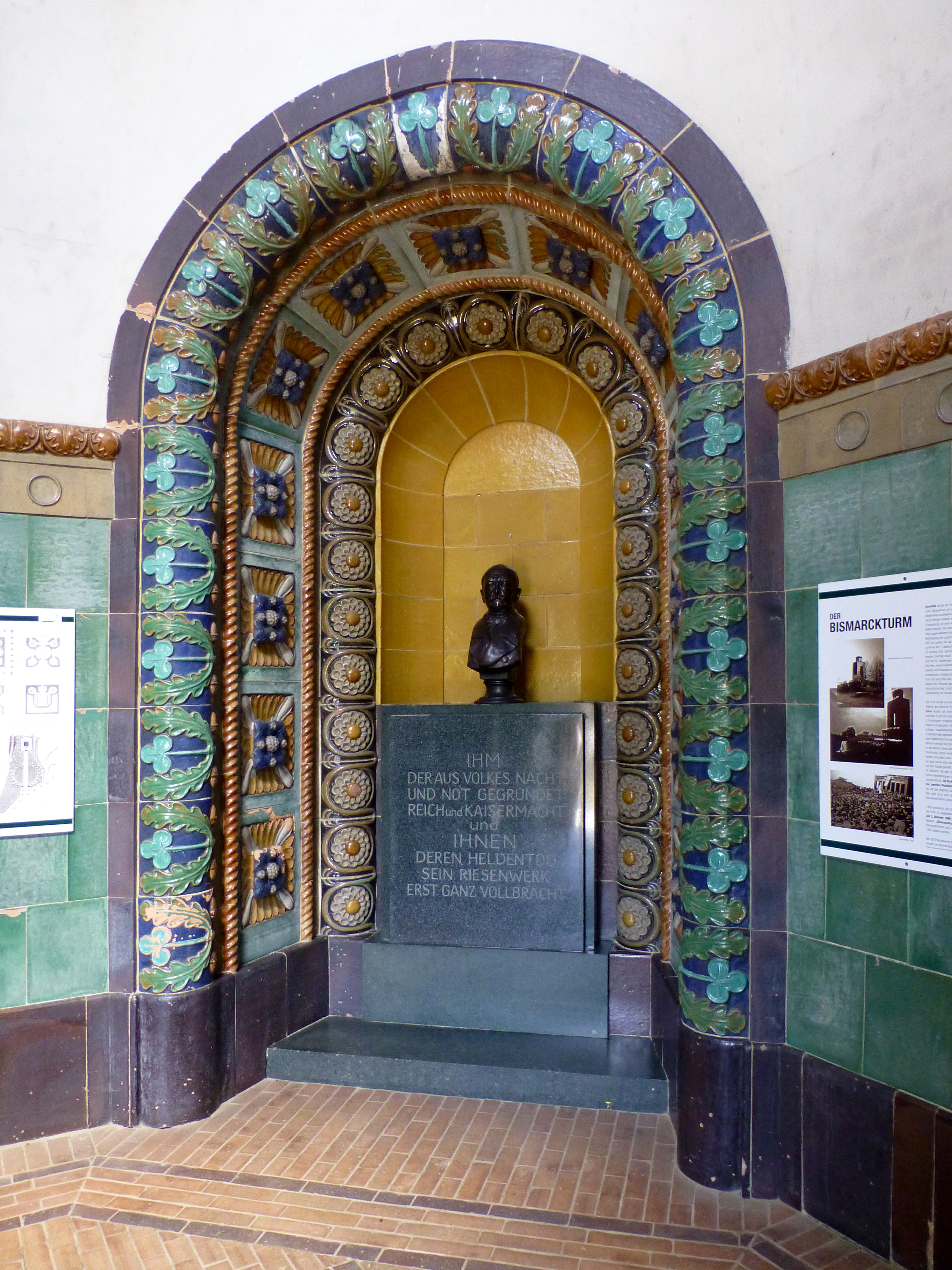
Innen-Nische mit neuer Bismarck-Büste

In der zentralen Gedenkhalle wurde gegenüber dem Eingang in einer halbkreisförmigen Nische an der Nordseite eine eiserne Büste Otto von Bismarcks des Berliner Bildhauers Hermann Hosaeus aufgestellt. In den Granitsockel wurden diese Inschriften eingearbeitet:
IHM / DER AUS VOLKES NACHT / UND NOT GEGRÜNDET / REICH und KAISERMACHT / und /
IHNEN / DEREN HELDENTOD / SEIN RIESENWERK / ERST GANZ VOLLBRACHT
In den Seitennischen wurden von den Bildhauern Georg Roch und Hermann Feuerhahn gestaltete Stiftertafeln angebracht.
In der Zeit des Nationalsozialismus ab 1933 wurden auf dem Gelände Sonnenwendfeiern veranstaltet. Im Zweiten Weltkrieg wurde 1944 auf dem Turm ein militärischer Beobachtungspunkt eingerichtet. Der Turm diente auch als Funkleitstelle der deutschen Wehrmacht. 1945 war eine Sprengung des Turms geplant. Obwohl die Sprengsätze bereits befestigt waren, konnte das Vorhaben noch verhindert werden.
Nach 1945 wurden dann die „ideologischen Komponenten“ der Innenausstattung „getilgt“. Vor etwa 1960 wurden die Inschriften am Granitsockel, ein an der unteren Brüstung ursprünglich angebrachtes Wappen Bismarcks und auch die Büste entfernt, ebenso wie eine auf dem Turmkopf ursprünglich befindliche Feuerschale. Auch die Stiftertafeln verschwanden. Ihr Verbleib ist unbekannt. Im Sommer 1951 erfolgte die Umbenennung des Bismarckturms in Turm der Jugend.
Für die Öffentlichkeit blieb der Turm dann von 1950 bis 1990 aus militärstrategischen Gründen geschlossen. Noch vor 1960 wurde zudem die Brüstung der ersten Aussichtsplattform durch ein Geländer ersetzt.
Nach der demokratischen Wende in der DDR erfolgte dann eine Sanierung des Turms. Die erste Plattform erhielt ihre Brüstung zurück; auf die Wiederanbringung des Bismarckwappens wurde jedoch verzichtet. Die ursprüngliche Inschrift in der Gedenkhalle wurde auf einer neuen Tafel wiederhergestellt. Im Rahmen eines Volksfestes wurde der Turm am 3. Oktober 1990 wieder in Bismarckturm umbenannt und für die Öffentlichkeit zugänglich gemacht.
Anlässlich des 100-jährigen Jubiläums des Turms wurde 2017 in der Innen-Nische eine neue Bismarck-Büste aufgestellt.

## Touristische Informationen
2006 wurde südwestlich des Turms die Bismarckschänke eröffnet, unweit nordwestlich des Turms verläuft der Gurkenradweg.